# Rachel House

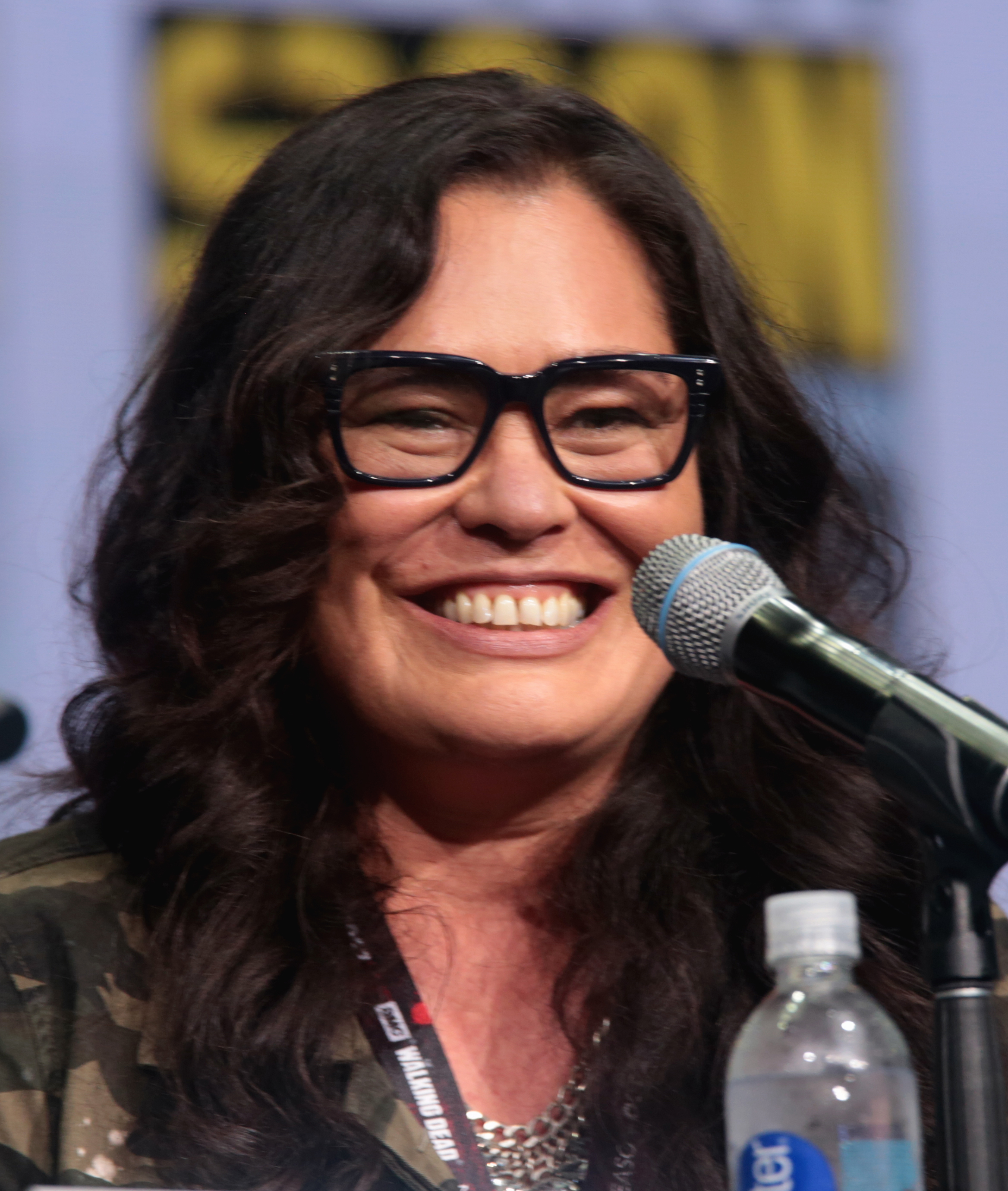
Rachel House auf der San Diego Comic Con (2017)

Rachel Jessica Te Ao Maarama House ONZM (* 20. Oktober 1971 in Auckland) ist eine neuseeländische Schauspielerin und Regisseurin.

## Leben
House wurde 1971 in Auckland geboren und wuchs in Kamo, Whangārei bei ihren Adoptiveltern John und Sheila House auf, die britische Einwanderer aus Glasgow waren. Ihre leiblichen Eltern waren Māori (Ngati Mutunga und Ngai Tahu) und europäische Pākehā.
Sie besuchte die neuseeländische Nationalschauspiel-Schule Toi Whakaari. Von hier ging sie in die Bühnenarbeit mit Pacific Underground Theatre und Auckland Theatre Company. Im Jahr 1995 gewann sie den Chapman Tripp Most Promising Female Newcomer des Jahres Award für ihre Aufführung in der Serie Nga Pou Wahine von Briar Grace-Smith. Es folgten weitere Auszeichnungen im Jahr 2002 (Most Outstanding Performance) für Witi Ihimaera kritisch gefeierten Woman Far Walking und 2003 (Best Supporting Actress), indem sie in Henrik Ibsens Ein Volksfeind spielte. Sie hat in mehreren großen Produktionen mitwirkt, die sowohl national als auch international bekannt sind, darunter Hone Koukas Waiora, Carol Anne Duffys „The Worlds Wife“ und die britische/neuseeländische Koproduktion von „Die Schöne und das Biest“. House’s Filmarbeit beinhaltete Rollen in Whale Rider, Eagle vs Shark – Liebe auf Neuseeländisch, Boy und White Lies. Zu ihren Fernsehauftritten gehörten Maddigans Quest und Gaylene Prestons Serie Hope and Wire. Jason Buchanan von der Rovi-Gesellschaft sagte von ihr „Während sie nicht unbedingt gutes Hollywood-Aussehen besitzen muss, kann House eine unbestreitbar unterschiedliche Person auf dem Bildschirm darstellen und zeigt nur die Art von Charisma, die die Grundlage für eine dauerhafte Karriere beweisen könnte.“ Im Jahr 2016 erschien House in Taika Waititi’s Spielfilm Wo die wilden Menschen jagen. Der Film wurde zum Top-Neuseeland-Film aller Zeiten an der Neuseeland-Kasse. Im Juli 2016 wurde angekündigt, dass House den Charakter von Gramma Tala im November 2016 erschienenen Disney-Animationsfilm Vaiana (Originaltitel: Moana) spricht. 2017 übernahm sie in der Marvel-Verfilmung Thor: Tag der Entscheidung die Rolle der Topaz.

### Erfolge
House besuchte 2008 die Prager Filmschule und erhielt den besten Regisseurpreis und den besten Film-Publikumspreis für ihre beiden Kurzfilme, die während des Studiums dort gemacht wurden. Im Jahr 2012 führte House die Māori-Sprachversion von Shakespeares Troilus und Cressida auf, die als Teil einer internationalen Serie im Londoner Globe Theatre stattfand. Dafür erhielt sie den Preis zur Produktion des Jahres und den Regisseur des Jahres-Preis bei den Chapman Tripp Theatre Awards. Andere Theater-Regie-Arbeiten umfassen die preisgekrönte Produktion von Hinepau, die House auch von Gavin Bishops ursprünglichem Buch angepasst und sowohl national als auch international gemacht hat, Neil LaButes Stück Mercy Seat (Gnadenthron) und Hui von dem langjährigen Mitarbeiter Mitch Tawhi Thomas, der in der Auckland Arts uraufgeführt wurde. Erfolge: Im Jahr 2012 erhielt House den Laureate Award der Neuseeland Arts Foundation, der als Investition in Exzellenz über eine Reihe von Kunstformen für einen Künstler mit prominenten und herausragenden Potenzial für ein zukünftiges Schaffen gegeben wird. Im Jahr 2016 erhielt House den WIFT Mana Wāhine Award, der durch die WIFT (Woman in film and television) vergeben wird. Für das Lied I am Moana (Song of Ancestors) erhielt sie in den USA eine doppelte Platin-Schallplatte und für Where You Are eine vierfache Platin-Schallplatte. In Großbritannien wurde sie für I am Moana (Song of Ancestors) mit Gold und für Where You Are mit Platin geehrt.
Im Sommer 2024 wurde House Mitglied der Academy of Motion Picture Arts and Sciences.

## Filmografie (Auswahl)

### Kinofilm
- 2002: Whale Rider
- 2004: Fracture
- 2006: Perfect Creature
- 2007: Eagle vs Shark – Liebe auf Neuseeländisch (Eagle vs Shark)
- 2010: Boy
- 2013: White Lies
- 2014: Everything We Loved
- 2014: The Dark Horse
- 2016: Wo die wilden Menschen jagen (Hunt for the Wilderpeople)
- 2016: The Rehearsal
- 2016: Vaiana (Moana, englische Sprechrolle als Gramma Tala)
- 2017: Thor: Tag der Entscheidung (Thor: Ragnarok)
- 2019: Bellbird
- 2020: Beflügelt – Ein Vogel namens Penguin Bloom (Penguin Bloom)
- 2020: Baby Done
- 2020: Soul (englische Sprechrolle als Terry)
- 2021: Zurück ins Outback (Back to the Outback, Stimme)
- 2023: Next Goal Wins
- 2023: The Moon Is Upside Down
- 2024: Godzilla × Kong: The New Empire
- 2024: The Mountain (Regie und Drehbuch)
- 2025: Ein Minecraft Film (A Minecraft Movie)

### Fernsehen
- 1996: Queenie and Pete
- 1998: Tiger Country (Fernsehfilm)
- 1999–2000: The Life and Times of Te Tutu
- 2002: Duggan Warder (Fernsehfilm)
- 2002: Mataku (Fernsehserie, Episode 1x03)
- 2002: Revelations
- 2005: Ask Your Auntie Panelist
- 2006: Maddigan’s Quest (Fernsehserie, 8 Episoden)
- 2011: Super City (Fernsehserie, 2 Episoden)
- 2013: The Blue Rose (Fernsehserie, 3 Episoden)
- 2014: Hope and Wire (Mini-Serie, 3 Episoden)
- 2014–2016: Soul Mates (Fernsehserie, 10 Episoden)
- 2015: Find Me a Māori Bride (Fernsehserie, Episode 1x02)
- 2016: Wolf Creek (Fernsehserie, 2 Episoden)
- 2021, 2023–2024: What If…? (Fernsehserie, 3 Episoden, Stimme)
- 2021: Cowboy Bebop (Fernsehserie, 3 Episoden)
- 2022–2024: Heartbreak High (Fernsehserie, 13 Episoden)
- 2023: The Portable Door
- 2023: Our Flag Means Death (Fernsehserie, Folge 2x04)
- 2023: Koala Man (Fernsehserie, 6 Episoden)
- 2023: Liff & Barry (Fernsehserie, Stimme, 4 Episoden)
- 2023: Foundation (Fernsehserie, 6 Episoden)

## Theater

### Schauspiel
| Jahr | Stück                       | Rolle            | Aufführung                                     |
| ---- | --------------------------- | ---------------- | ---------------------------------------------- |
| 1994 | Tales of the Pacific        | Various          | Pacific Underground Theatre                    |
| 1994 | By Degrees                  | Donna            | Auckland Theatre Company                       |
| 1994 | Savage Hearts – Manawa Taua | Various          | Theatre at Large                               |
| 1995 | Risky Risque                | Baby             | Bats Theatre                                   |
| 1995 | Nga Pou Wahine              | Various          | New Zealand Tour                               |
| 1995 | The Maids                   | Claire           |                                                |
| 1995 | Five Angels                 | Carol/Api        | Centrepoint Theatre                            |
| 1996 | Waiora                      | America          | New Zealand International Festival of the Arts |
| 1996 | Waitapu                     | Jackie           | New Zealand & Canadian Tour                    |
| 1996 | King Lear                   | Cornelia/Various | Theatre at Large                               |
| 1997 | Waiora                      | America          | New Zealand & UK Tour                          |
| 1997 | Alice in Wonderland         | Various          | Bruce Mason Centre                             |
| 1997 | Nga Pou Wahine              | Various          | New Zealand & Sydney – Australia Tour          |
| 1998 | Beauty and the Beast        | Various          | New Zealand International Festival of the Arts |
| 2000 | Serial Killers              | Simone           | Circa Theatre                                  |
| 2000 | Woman Far Walking           | Tiriti           | New Zealand International Festival of the Arts |
| 2001 | Woman Far Walking           | Tiriti           | New Zealand & Hawaiian Tour                    |
| 2002 | The World’s Wife            | Various          | New Zealand International Festival of the Arts |
| 2002 | The Bellbird                | Tapairu          | Auckland Theatre Company                       |
| 2002 | South Pacific               | Bloody Mary      | Court Theatre                                  |
| 2003 | Cherish                     | Maeve            | Circa Theatre                                  |
| 2003 | An Enemy of the People      |                  | Circa Theatre                                  |
| 2003 | The World’s Wife            | Various          | New Zealand Tour                               |
| 2010 | The Vagina Monologues       | Various          | The Basement Theatre                           |
| 2013 | White Rabbit, Red Rabbit    | Nassim           | Silo Theatre                                   |

### Regie
| Jahr      | Stück                          | Aufführung                                          |
| --------- | ------------------------------ | --------------------------------------------------- |
| 2001      | Have Car Will Travel           | Taki Rua                                            |
| 2002      | Have Car Will Travel           | Silo Theatre                                        |
| 2005      | The Mercy Seat                 | Silo Theatre                                        |
| 2005      | Hinepau                        | Capital E National Theatre for Children             |
| 2006      | Hinepau                        | Australian Tour                                     |
| 2006–2007 | Frangipani Perfume             | New Zealand, Brisbane – Australia & Cambridge – U.K |
| 2007      | Wild Dogs Under My Skirt       | Auckland Festival                                   |
| 2009      | Flintlock Musket               | STAMP at THE EDGE                                   |
| 2012      | The Māori Troilus and Cressida | Globe Theatre                                       |
| 2013      | Hui                            | Auckland Arts Festival & Silo Theatre               |
| 2013      | Don Ioane                      | Pacific Institute of Performing Arts                |
| 2014      | MISS.Understood                | Pacific Institute of Performing Arts                |
| 2016      | Medea                          | Silo Theatre                                        |